# Jicchak Jaakow Rabinowicz

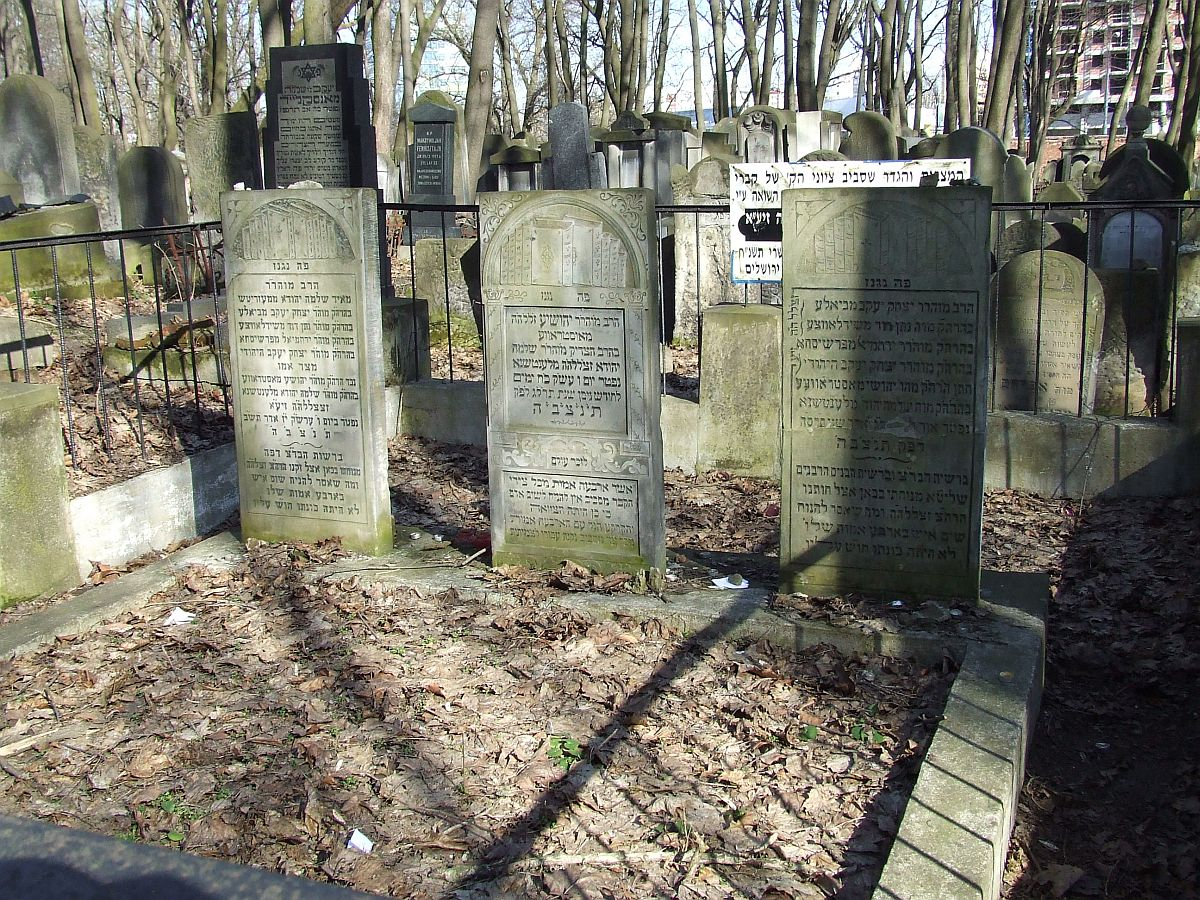
Grób J. J. Rabinowicza (po prawej) na cmentarzu żydowskim przy ulicy Okopowej w Warszawie

Jicchak Jaakow Rabinowicz (zm. 30 marca 1905 w Szydłowcu) – rabin chasydzki, cadyk z Białej Rawskiej.
Urodził się w Szydłowcu jako syn Natana Dawida. Był wnukiem Jerachmiel z Przysuchy i prawnukiem Jakuba Izaaka Rabinowicza, zwanego Świętym Żydem. Jako cadyk kontynuował naukę ojca. Autor książek Diwrej Bina i Jeszar Lew. Był ojcem Meira Szlomo Jehudy Rabinowicza, cadyka z Międzyrzeca Podlaskiego.
Pochowany jest na cmentarzu żydowskim przy ulicy Okopowej w Warszawie (kwatera 12, rząd 22).